# おかめ日和
『おかめ日和』（おかめびより）は、入江喜和による日本の漫画作品。講談社『BE-LOVE』にて2005年から2013年にかけて連載されていた。コミックスは全17巻刊行されている。

## あらすじ
旦那様は昭和の男前。腕の良い鍼灸の先生だけど、気難しくて超短気。のんびり屋のやすこさんは、いつも怒鳴られてばかり。しかし旦那様にベタぼれ故大きな体をくるくる動かし子供3人とおじいちゃんのお世話をしながら笑顔で働く。大変だけど、なぜかほのぼのと幸せな毎日!!

## 登場人物
亀田　靖子（かめだ やすこ）
本作の主人公。4月4日生まれ。血液型A型。通称やすこさん。旧姓：猪川。初登場時32歳。亀田家の主婦。岳太郎の嫁で鉄巌、雄大、千明の母親。見た目は大分太っていて妊婦体型(長女の千明を妊娠中も臨月まで幼稚園のママ友に気付かれなかった)。化粧っ気がなく容姿も非常に地味。しかしプラス思考で前向きで明るい性格の女性。子供達（特に鉄巌と千明）にはかなり好かれている上に素直で他人をあまり区別せずかつ嫌いになれない性格からか、どのママ友とも最終的にはなかなか上手く付き合えている。小学生の頃に岳太郎に家庭教師に来てもらったことがきっかけで知り合い、長い間靖子の片思いだったが最終的に結ばれ結婚した。岳太郎に対しては尋常では無い程ベタ惚れであり、大抵のことはなんでもやってあげてしまう。料理が得意でレパートリーがかなり多い。OLをしていた若い頃はぽっちゃりしていたが今ほどは太ってはおらず、おしゃれも人並みにしていた。最終話では、第4子を妊娠したような描写があった（後に本誌のおまけ漫画にて妊娠が確定した）。
亀田　岳太郎（かめだ たけたろう）
靖子の夫。2月生まれ。血液型O型。初登場時42歳。靖子の愛する夫で鉄巌、雄大、千明の父親。昭和の男前のような容姿をしていて切れ目。亀田家のルールブック。身長推定168cm、靖子とは対照的に痩せ型体型。クールで大人っぽい外見とは反対に性格はかなり偏屈で短気で子供っぽい性格。自分主義者で気に入らないことはぜったい認めない。食の好みがうるさいため、毎回靖子を困らせている(茄子が嫌い、大根おろしは水気を切る、カレーや麻婆豆腐は辛口しか食べない、甘いおかずが苦手でおせち料理が嫌いなど)。かなり昔型の人間で、テレビゲームや携帯電話、インターネットなども嫌う。なかなか知的で名門のW大学を卒業している。現在の職業は鍼灸師だが、鍼灸師になる前は塾の講師や家庭教師など職を転々としていた。実は靖子とは再婚で最初の妻とは2年程結婚生活を送っていたが、その妻との最初の子供が亡くなってしまった事がきっかけで離婚。あまり態度には出さないが、靖子との生活はそれなりに幸せに感じている。喫煙者。
亀田　鉄巌（かめだ てつがん）
靖子と岳太郎の長男。4月25日生まれ。血液型A型。初登場時4歳。弟の雄大とは年子。容姿はどちらかと言えば父親似。気弱で要領が悪く加えて父親譲りで人見知りな男の子。しかし、年下の面倒見が良かったりなど良いところも多い。少々マザコン気があり、小学校に上がった時点でも靖子に甘えていた。なかなかハンサムなため、それなりに女子にもてている様子。
亀田　雄大（かめだ ゆうだい）
靖子と岳太郎の次男。3月15日生まれ。血液型A型。初登場時3歳。兄の鉄巌とは年子。容姿、体型共に靖子と似ている。マイペースで次子らしく要領が良い。食いしん坊で太めな体型だが意外にも運動神経がなかなか良い方。鉄巌とは逆にファザコン気がある。2巻で妹の千明が生まれてからはなかなかお兄ちゃんらしいところを見せるようになった。
亀田　千明（かめだ ちはる）
靖子と岳太郎の長女。1月9日生まれ。血液型O型。初登場時0歳。容姿は父親そっくりで（兄の鉄巌より似ている）なかなかの美少女。2巻で靖子の妊娠が判明し後に出産した。名前は松太郎の提案によるもの。兄妹のなかでは末っ子で紅一点のため、岳太郎には他の兄弟よりもかなり甘やかされているところが度々見受けられる。本人もまんざらでもない様子。しかしどちらかといえば靖子になついている。
亀田　松太郎（かめだ まつたろう）
岳太郎の祖父。12月生まれ。血液型B型。初登場時90歳。岳太郎の祖父で、岳太郎の両親が岳太郎が生まれる前に離婚し、その上岳太郎の母（松太郎の一人娘）が岳太郎の幼少時に亡くなってしまったため、岳太郎が小学校高学年まで妻とともに岳太郎を育てた。その後色々あり、岳太郎達と暮らすこととなった。若い頃はなかなかおしゃれでダンディだった。かなりのマイペースでほがらかな性格。靖子とも仲が良い。岳太郎まではいかないが、少々ワガママな面を度々見せる。

### 亀田家の近隣住民
ママさん
亀田家の近所で美容室「うらら」を営む女性。靖子からは「ママさん」と呼ばれる。明るく世話好きな性格で亀田家を頻繁に訪れており、靖子や患者に厳しい態度を取る岳太郎を注意したり、靖子が第3子(千明)出産時には靖子の身を案じて亀田家の食事の支度を手伝うなど面倒見の良い女性。息子も美容師。

### 靖子のママ友達
野中　あかね（のなか あかね）
靖子が幼稚園の給食交流会で出会ったママ友。年齢は不明。雄大と千明、それぞれ同じ学年のリョウとシュンという名前の男の子2人をもつ母親。大人しめの性格のため初登場時はおどおどしていて、同じ学年の母親達の間にも上手く入ることができなかった。その時に靖子に助け舟を出してもらい、親しくなり、以降は友人に。彼女もまた外見にあまり気を使う方ではないらしく、いつも似たようなおばちゃんファッションで化粧もしていない様子。体型もやや太めな方。いろんな意味で靖子とは同類タイプ。基本的には大人しい性格だが、幼稚園の役員決めの時に場の流れで役員になってしまった靖子のために自分から役員に立候補するなど、友達思いで意思の強い部分もたまに見せる。「ウエさま」という時代劇役者の大ファン。酔うと性格が豹変する。
宮崎　篤子（みやざき あつこ）
靖子の最初に出来たと思われるママ友。彼女の次男と鉄巌が同じ学年。靖子と同じ年齢だが、次男の他にも中学校に上がる長女と小学生の長男の3人の子を持つ母親。しっかり者でまとめるのが上手い根っからの姉御かつリーダー気質で人望もかなりある様子。彼女がいるおかげで鉄巌の時は幼稚園の役員をやらずに済んでいた。前述のような性格のせいか、靖子の旦那である岳太郎にはいつも話を聞くたびムカついている(一度も会ったことは無い)。ちなみに、子供が卒園してからは小学校でも役員を任されている様子。彼女の夫は一度しか登場していないが、ほんわかした穏やかタイプ。
安藤　優佳（あんどう ゆか）
靖子の幼稚園関係以外で出来た友達。年齢は正確には記されていないが20代後半。元々は経営している鍼灸院に患者として訪れた女性。最初は岳太郎の噂を知人から聞いて、岳太郎を誘惑したが未遂に終わる。その後色々あり最終的には靖子とメル友兼友人になる。小学生と幼稚園児2人の子供をもつ母親でもある。バツイチで普段は保険の外交員をしている。他のママ友とは違い、母親感よりも女性的な自分を見せたいらしく女っぽくセクシーな雰囲気を全体的にかもし出している。本人曰く、「お父さん」みたいな男性がタイプらしい。顔もなかなか美人な方でグラビアアイドル並みのセクシーな体型。なんだかんだ言って靖子には心を開いている。

### 靖子の実家関係者
猪川　ツネ子（いのかわ ツネこ）
靖子とタクミの母親で亀田3兄妹の祖母。年齢不明。体型と鼻の形が靖子と瓜二つ。性格も靖子と似ていておっとりしていて明るく優しい。しかし靖子よりは慎重な性格の様子。普段はタクミ達夫婦と靖子の実家に暮らしている。夫は既に亡くなっている。
猪川　タクミ（いのかわ タクミ）
靖子の弟で亀田3兄妹の母方の叔父。既婚。通称タクちゃん。元々は靖子ではなくタクミの家庭教師として岳太郎が来ていた。現在はイタリアンレストランでシェフとして働いている。気さくで口が上手く誰とでもすぐ仲良くなれる性格。なんだかんだいって結構姉思いで今でも度々亀田家を夫婦揃って訪問している。
猪川　美優(いのかわ　みゆ)
タクミの妻。通称みゆちゃん。少々ぽっちゃりだが、顔はなかなか可愛い系でそれなりにおしゃれもしていてファッションにも気をつかっている。いつも同じような洋服の靖子に好意で服をプレゼントしたりしてなかなか仲は良い。タクミとはお互い「ちゃん」付けで呼び合うなどかなりラブラブ。仕事をしているかは不明。子供はいなかったが、書き下ろし小冊子にて妊娠中であることが判明した。

### 岳太郎の実家関係者
吉澤　武雄（よしざわ たけお）
岳太郎の実父。それなりに名の知れた作家。岳太郎の実母と結婚していたが、実母が岳太郎を妊娠中に理由は明確に書かれていないが離婚。よって、認知はしているものの苗字は違う。岳太郎が10歳の時に彼を自分の家に引き取り大学入学まで育てる。性格は現在の岳太郎に似ていてかなりの自分主義者で、昔的な考えや常識を持っている。ある意味、岳太郎が今の様な性格になってしまったのもほぼこの人の影響であるとうかがえる。不器用だが岳太郎を大学まで進学させるなど彼は彼なりに岳太郎のことを想っていた様子。作品の途中で癌により他界。なれそめ編にも少しだが出てくる。
操（みさお）
武雄の現在の妻。岳太郎の義理の母親。義理の母親だが、岳太郎には特に冷たくせずむしろ実母のように優しく接していた。武雄曰く、靖子に少しだけ感じが似ているらしい。見た目は地味で大人しめなタイプ。武雄との間に3人の子供を儲けた。
明（あきら）
武雄の3男で操との間に儲けた子供の1人。岳太郎の異母弟。初登場時は岳太郎の過去編で幼児。その後武雄の葬儀で大人になった姿で登場。明るくノリの良い性格で人懐っこい。性別は男性だが、初登場時は長髪で女装(もしくはそれに近い格好を)している描写があり、本人曰く心は女の子という発言から性同一性障害だと思われる部分がいくつかあるが詳しいことは不明。現在、勤めていた出版社が一時休刊してしまい、職探ししながら亀田家に居候中。亀田家の人達との仲は良好な様子。
聡（さとし）
武雄の次男で操との間に儲けた子供の1人。岳太郎の異母弟。初登場時は岳太郎の過去編で幼児。その後武雄の葬儀で大人になった姿で登場。異母弟の中では唯一既婚者。妻と息子が2人いる。現在は仙台で暮らしている様子。岳太郎曰く、幼い頃から彼だけ少し岳太郎に対して遠慮しがちな性格だったらしい。
光（ひかる）
武雄の4男で操との間に儲けた子供の1人。岳太郎の異母弟。初登場時は岳太郎の過去編で赤ん坊。その後、武雄の葬儀で大人になった姿で登場。母親似で温厚で物腰が柔らか。普段は役場勤めらしい。岳太郎のことも兄として慕っている。

### なれそめ編関係者
日々野　響子（ひびの きょうこ）
岳太郎の元妻。小説家を目指しているため、一定の職には就いていない。同じW大出身者だが4歳年上のため、大学では一緒にはならなかった。初めて会ったのは本屋でのアルバイトである。岳太郎の方はその頃から彼女に密かに想いを寄せていたようだが、彼女は弟のようにしか感じておらずしかもお互い交際している人がいたため深く発展しなかった。その後、岳太郎が卒業し社会人1年生の時に想いの丈を伝えお互いに両思いだと判り、交際せずにすぐ結婚した。実は靖子とも知り合いで、岳太郎が家庭教師をしていた時に急遽代理としてよこした家庭教師だった。一見すると眼鏡をしていてとりわけ目立たず地味だが、素顔は結構美人でスタイルも良い。才女だが何もないところですぐ転んだり的外れなことを発言したりかなりの天然気質。その反面、靖子が岳太郎のことを好きだということを知っていて応援すると自分で言ったにもかかわらず、結果的に岳太郎と結婚すると自ら発言したり、結婚中も靖子の気持ちに気づいていたにもかかわらず自らの家事等の手伝いに利用すべくその気持ちに気づいていないフリをしたりなど自覚と悪気はないが、他人を傷つける性格で傲慢な部分がある。岳太郎との結婚後、2年程は専業主婦をやっており夫婦仲もそれなりに良好だったが小説の新人大賞を受賞したことをきっかけに家庭よりも仕事に依存し始めてしまい、仕事より家庭に専念して欲しい岳太郎との仲も徐々に上手くいかなくなる。そんな時に妊娠が判明し岳太郎との関係を修復しようという気持ちになっていたが、結局仕事を優先させてしまった結果早産し、赤ちゃんはすぐ亡くなってしまう。その後岳太郎とは離婚し、以後は一度も登場しなかったが16巻終盤にて再登場を果たす。